# Port-Mort
 Port-Mort  es una población y comuna francesa, en la región de Alta Normandía, departamento de Eure, en el distrito de Les Andelys y cantón de Les Andelys.

## Demografía
| 441 | 431 | 563 | 672 | 839 | 820 |
| Para los censos de 1962 a 1999 la población legal corresponde a la población sin duplicidades (Fuente: INSEE [Consultar]) |     |     |     |     |     |